# Szeniczey-kúria
A Szeniczey-kúria Paks egyik műemlék épülete, amelyet a későbbi Erzsébet szállóval szemben, a régi városközpontban (Óváros), a 18. század végén emeltek. A 19. század végén eklektikus stílusban részint átalakították. A helyi nemes Szeniczey család tulajdona volt. Az épület érdekessége, hogy itt vendégeskedett többször is Deák Ferenc az unokahúgánál, Szeniczey Katalinnál (született nemeskéri Kiss Katalin, 1821–1896), aki az egyik nővére, nemeskéri Kiss Jozefa (született Deák Jozefa) lánya volt.

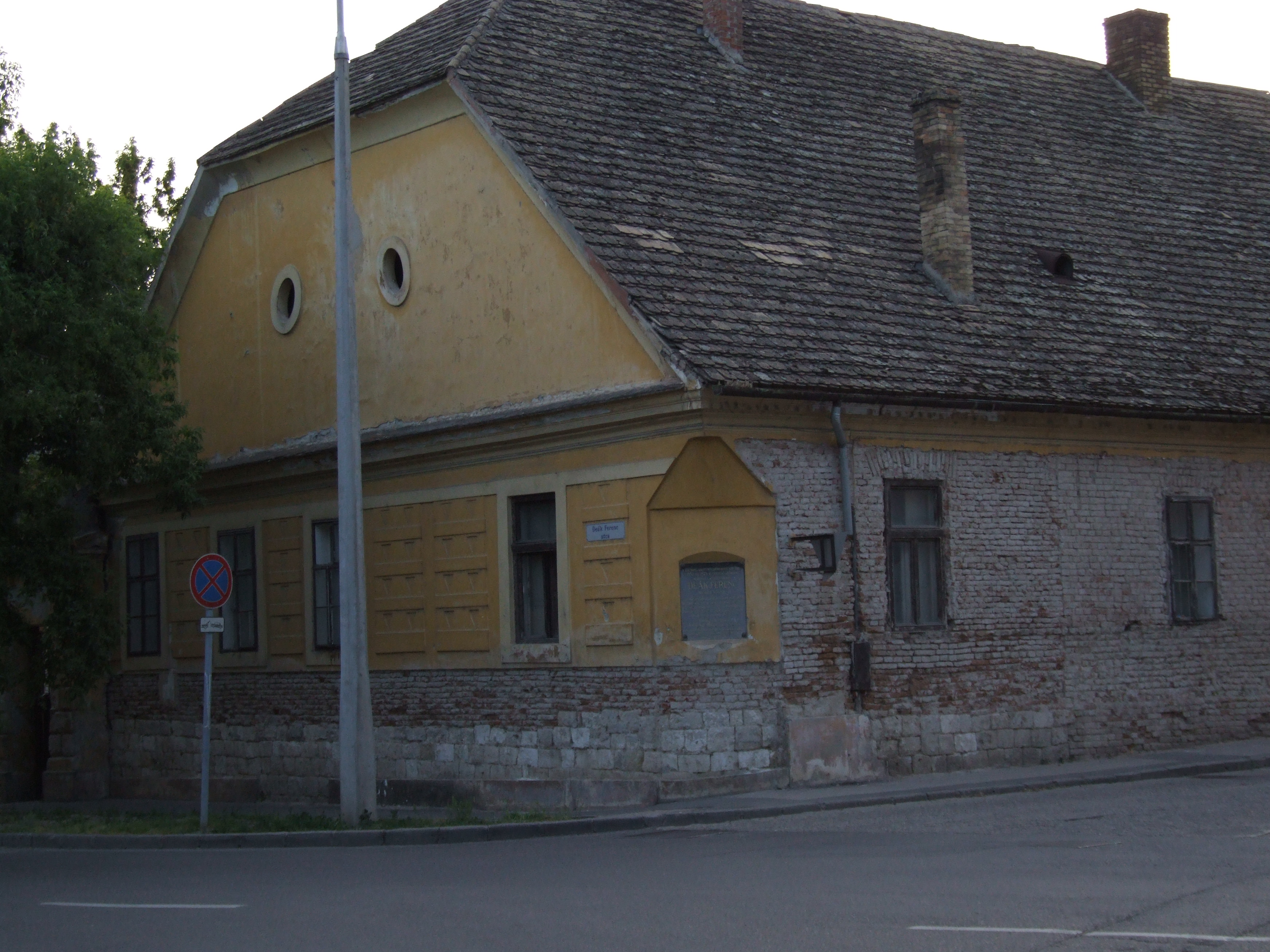
A Szeniczey-kúria a 2015-ös teljes felújítása előtt

Deák Jozefa 1808. május 27-én került Paksra, nemeskéri Kiss József feleségeként. Lányuk, Kiss Katalin Szeniczey Ferenc neje lett.
Deák sokat látogatott Paksra unokahúgához húsvétra, pünkösdre és szüretre, 4–6 hétre, főként nővére 1853. októberi halála után 1869-ig, annak unokáihoz. Közülük keresztlánya, Szeniczey Cecília (1842–1918) 1903-ban, a Deák-centenáriumra papírra vetett naplója ma a Tolna Vármegyei Levéltár becses tulajdona. Szívesen adomázott a gyermekeknek, és fafaragó szenvedélyében alkotott játékokkal örvendeztette meg őket. Szívesen járt a szomszédos kaszinóba – amely akkoriban az ország harmadik legnagyobb kaszinója volt, a mai Erzsébet Nagy Szállodába kártyázni és politizálni, s gyakran ellátogatott a Szeniczey család hidegvölgyi szőlejébe is.
Az épületet a második világháborút követő államosítás után jól berendezett szolgálati lakásokként több részre  felosztották, majd hivatalnokoknak és értelmiségieknek adták ki. Ezek később tanácsi lakások lettek, és itt működött a bőrgyógyászati szakrendelő is. Teljesen lepusztult állapota miatt renoválni kellett.
2008-ban az önkormányzat kiürítette, de a felújítás csak 2015-ben kezdődött meg, majd 2017-ben az épület a városi múzeum új helyszíne lett.